# Kristine Bayley
Kristine Bayley (Perth, 22 juni 1983) is een Australisch baanwielrenster.
Ze is de zus van baanwielrenner Ryan Bayley en getrouwd met Shane Perkins, die in 2011 wereldkampioen keirin werd.

## Belangrijkste overwinningen
2004
- Australisch kampioenschap tijdrijden over een halve kilometer, Elite

2005
- Australisch kampioenschap keirin, Elite
- Australisch kampioenschap tijdrijden over een halve kilometer, Elite

2006
- Tijdrit over een halve kilometer op de Oceanische Spelen, Elite
- Sprint op de Oceanische Spelen, Elite
- Keirin op de Oceanische Spelen, Elite
- Australisch kampioene tijdrijden over een halve kilometer, Elite
- Australisch kampioenschap teamsprint, Elite (met Sophie Cape)

2007
- Wereldkampioenschap teamsprint, Elite (met Anna Meares)
- Australisch kampioenschap tijdrijden over een halve kilometer, Elite
- Australisch kampioenschap teamsprint, Elite (met Josephine Butler)
- Australisch kampioenschap sprint, Elite
- Australisch kampioenschap keirin, Elite